# Canottaggio ai Giochi della XXVIII Olimpiade - 2 di coppia pesi leggeri maschile
La gara di 2 di coppia pesi leggeri maschile dei Giochi della XXVIII Olimpiade si è svolta tra il 15 e il 22 agosto 2004.

## Batterie
Hanno partecipato alle batterie di qualificazione 21 equipaggi, suddivisi in 4 batterie: i vincitori di ogni batteria sono passati direttamente alle Semifinali A o B, mentre tutti gli altri hanno effettuato i ripescaggi.
15 agosto 2004
| Posizione | Nazione    | Atleta                                    | Tempo         |
| --------- | ---------- | ----------------------------------------- | ------------- |
| 1         | Grecia     | Vasileios Polymeros e Nikolaos Skiathitīs | 6'15"22 SF AB |
| 2         | Italia     | Elia Luini e Leonardo Pettinari           | 6'19"82 R     |
| 3         | Slovacchia | Ľuboš Podstupka e Lukáš Babač             | 6'22"00 R     |
| 4         | Cina       | Zhu Zhifu e Yang Jian                     | 6'22"64 R     |
| 5         | Cuba       | Armando Arrechavaleta e Yosvel Iglesias   | 6'25"14 R     |
| 6         | Brasile    | Thiago Gomes e José Sobral Júnior         | 6'33"92 R     |

| Posizione | Nazione   | Atleta                                | Tempo         |
| --------- | --------- | ------------------------------------- | ------------- |
| 1         | Francia   | Frédéric Dufour e Pascal Touron       | 6'14"55 SF AB |
| 2         | Ungheria  | Zsolt Hirling e Tamás Varga           | 6'20"98 R     |
| 3         | Spagna    | Rubén Álvarez Hoyos e Juan Zunzunegui | 6'23"23 R     |
| 4         | Giappone  | Kazushige Ura e Daisaku Takeda        | 6'24"08 R     |
| 5         | Hong Kong | Lo Ting Wai e So Sau Wah              | 6'43"49 R     |

| Posizione | Nazione    | Atleta                               | Tempo         |
| --------- | ---------- | ------------------------------------ | ------------- |
| 1         | Danimarca  | Mads Rasmussen e Rasmus Quist        | 6'17"68 SF AB |
| 2         | Polonia    | Tomasz Kucharski e Robert Sycz       | 6'21"45 R     |
| 3         | Germania   | Manuel Brehmer e Ingo Euler          | 6'25"22 R     |
| 4         | Australia  | George Jelbart e Cameron Wurf        | 6'28"94 R     |
| 5         | Uzbekistan | Sergey Bogdanov e Ruslan Naurzaliyev | 6'52"34 R     |

| Posizione | Nazione     | Atleta                                  | Tempo         |
| --------- | ----------- | --------------------------------------- | ------------- |
| 1         | Irlanda     | Sam Lynch e Gearoid Towey               | 6'16"63 SF AB |
| 2         | Stati Uniti | Steve Tucker e Greg Ruckman             | 6'20"00 R     |
| 3         | Rep. Ceca   | Václav Maleček e Michal Vabroušek       | 6'21"82 R     |
| 4         | Belgio      | Justin Gevaert e Wouter van der Fraenen | 6'26"25 R     |
| 5         | Uruguay     | Rodolfo Collazo e Joe Reboledo          | 6'29"20 R     |

## Ripescaggi
I primi 2 equipaggi si sono qualificati per le semifinali A e B, gli altri per le semifinali C e D.
17 agosto
| Posizione | Nazione     | Atleta                                  | Tempo         |
| --------- | ----------- | --------------------------------------- | ------------- |
| 1         | Giappone    | Kazushige Ura e Daisaku Takeda          | 6'17"26 SF AB |
| 2         | Stati Uniti | Steve Tucker e Greg Ruckman             | 6'19"35 SF AB |
| 3         | Germania    | Manuel Brehmer e Ingo Euler             | 6'21"57 SF CD |
| 4         | Cuba        | Armando Arrechavaleta e Yosvel Iglesias | 6'27"89 SF CD |

| Posizione | Nazione | Atleta                                | Tempo         |
| --------- | ------- | ------------------------------------- | ------------- |
| 1         | Polonia | Tomasz Kucharski e Robert Sycz        | 6'20"90 SF AB |
| 2         | Spagna  | Rubén Álvarez Hoyos e Juan Zunzunegui | 6'26"66 SF AB |
| 3         | Uruguay | Rodolfo Collazo e Joe Reboledo        | 6'30"23 SF CD |
| 4         | Cina    | Zhu Zhifu e Yang Jian                 | 6'31"87 SF CD |

| Posizione | Nazione    | Atleta                                  | Tempo         |
| --------- | ---------- | --------------------------------------- | ------------- |
| 1         | Ungheria   | Zsolt Hirling e Tamás Varga             | 6'22"63 SF AB |
| 2         | Slovacchia | Ľuboš Podstupka e Lukáš Babač           | 6'25"75 SF AB |
| 3         | Belgio     | Justin Gevaert e Wouter van der Fraenen | 6'31"18 SF CD |
| 4         | Uzbekistan | Sergey Bogdanov e Ruslan Naurzaliyev    | 6'45"69 SF CD |

| Posizione | Nazione   | Atleta                            | Tempo         |
| --------- | --------- | --------------------------------- | ------------- |
| 1         | Rep. Ceca | Václav Maleček e Michal Vabroušek | 6'19"04 SF AB |
| 2         | Italia    | Elia Luini e Leonardo Pettinari   | 6'21"22 SF AB |
| 3         | Australia | George Jelbart e Cameron Wurf     | 6'26"10 SF CD |
| 4         | Brasile   | Thiago Gomes e José Sobral Júnior | 6'33"66 SF CD |
| 5         | Hong Kong | Ting Wai Lo e Sau Wah So          | 6'41"09 SF CD |

## Semifinali
I primi tre equipaggi delle semifinali A e B si sono qualificati per la finale A.
19 agosto 2004
| Posizione | Nazione     | Atleta                                    | Tempo      |
| --------- | ----------- | ----------------------------------------- | ---------- |
| 1         | Polonia     | Tomasz Kucharski e Robert Sycz            | 6'14"91 FA |
| 2         | Grecia      | Vasileios Polymeros e Nikolaos Skiathitīs | 6'17"12 FA |
| 3         | Danimarca   | Mads Rasmussen e Rasmus Quist             | 6'17"85 FA |
| 4         | Stati Uniti | Steve Tucker e Greg Ruckman               | 6'21"46 FB |
| 5         | Rep. Ceca   | Václav Maleček e Michal Vabroušek         | 6'23"17 FB |
| 6         | Slovacchia  | Ľuboš Podstupka e Lukáš Babač             | 6'29"44 FB |

| Posizione | Nazione  | Atleta                                | Tempo      |
| --------- | -------- | ------------------------------------- | ---------- |
| 1         | Francia  | Frédéric Dufour e Pascal Touron       | 6'16"33 FA |
| 2         | Ungheria | Zsolt Hirling e Tamás Varga           | 6'18"23 FA |
| 3         | Giappone | Kazushige Ura e Daisaku Takeda        | 6'18"51 FA |
| 4         | Irlanda  | Sam Lynch e Gearoid Towey             | 6'19"09 FB |
| 5         | Italia   | Elia Luini e Leonardo Pettinari       | 6'23"72 FB |
| 6         | Spagna   | Rubén Álvarez Hoyos e Juan Zunzunegui | 6'30"15 FB |

| Posizione | Nazione  | Atleta                                  | Tempo      |
| --------- | -------- | --------------------------------------- | ---------- |
| 1         | Germania | Manuel Brehmer e Ingo Euler             | 6'23"22 FC |
| 2         | Belgio   | Justin Gevaert e Wouter van der Fraenen | 6'25"34 FC |
| 3         | Cina     | Zhu Zhifu e Yang Jian                   | 6'25"97 FC |
| 4         | Brasile  | Thiago Gomes e José Sobral Júnior       | 6'26"98    |

| Posizione | Nazione    | Atleta                                  | Tempo      |
| --------- | ---------- | --------------------------------------- | ---------- |
| 1         | Australia  | George Jelbart e Cameron Wurf           | 6'27"68 FC |
| 2         | Cuba       | Armando Arrechavaleta e Yosvel Iglesias | 6'28"09 FC |
| 3         | Uruguay    | Rodolfo Collazo e Joe Reboledo          | 6'29"39 FC |
| 4         | Hong Kong  | Ting Wai Lo e Sau Wah So                | 6'37"03    |
| 5         | Uzbekistan | Sergey Bogdanov e Ruslan Naurzaliyev    | 6'45"47    |

## Finali
22 agosto 2004
| Posizione | Nazione   | Atleta                                    | Tempo   |
| --------- | --------- | ----------------------------------------- | ------- |
|           | Polonia   | Tomasz Kucharski e Robert Sycz            | 6'20"93 |
|           | Francia   | Frédéric Dufour e Pascal Touron           | 6'21"46 |
|           | Grecia    | Vasileios Polymeros e Nikolaos Skiathitīs | 6'23"23 |
| 4         | Danimarca | Mads Rasmussen e Rasmus Quist             | 6'23"92 |
| 5         | Ungheria  | Zsolt Hirling e Tamás Varga               | 6'24"69 |
| 6         | Giappone  | Kazushige Ura e Daisaku Takeda            | 6'24"98 |

| Posizione | Nazione     | Atleta                                | Tempo   |
| --------- | ----------- | ------------------------------------- | ------- |
| 1         | Stati Uniti | Steve Tucker e Greg Ruckman           | 6'45"20 |
| 2         | Spagna      | Rubén Álvarez Hoyos e Juan Zunzunegui | 6'46"48 |
| 3         | Rep. Ceca   | Václav Maleček e Michal Vabroušek     | 6'46"77 |
| 4         | Irlanda     | Sam Lynch e Gearoid Towey             | 6'49"26 |
| 5         | Slovacchia  | Ľuboš Podstupka e Lukáš Babač         | 6'58"78 |
| 6         | Italia      | Elia Luini e Nicola Moriconi          | 7'01"86 |

| Posizione | Nazione   | Atleta                                  | Tempo   |
| --------- | --------- | --------------------------------------- | ------- |
| 1         | Germania  | Manuel Brehmer e Ingo Euler             | 6'45"62 |
| 2         | Cuba      | Armando Arrechavaleta e Yosvel Iglesias | 6'48"50 |
| 3         | Belgio    | Justin Gevaert e Wouter van der Fraenen | 6'50"07 |
| 4         | Australia | George Jelbart e Cameron Wurf           | 6'51"32 |
| 5         | Cina      | Zhu Zhifu e Yang Jian                   | 6'58"88 |
| 6         | Uruguay   | Rodolfo Collazo e Joe Reboledo          | 7'03"72 |